# Villa Brivio
Villa Brivio è un edificio del diciottesimo secolo che si trova nella frazione Baraggia di Brugherio. È di proprietà del comune ed ospita un centro residenziale di terapia psichiatrica.

## Storia e descrizione
L'attuale configurazione del fabbricato è molto articolata e fusa con la cortina edilizia affacciata su via Santa Margherita. Unica testimonianza della struttura originaria (risalente al Cinquecento ed andata perduta nel corso dei secoli) è la cappella di Santa Margherita d'Antiochia, annessa all'edificio. Dal 1869 la villa divenne proprietà dei marchesi Brivio, dei quali porta il nome. In anni recenti è stata acquistata dal comune di Brugherio e ristrutturata tra il 1994 e il 1999. Ora ospita il presidio psichiatrico Le Magnolie.
La pianta ad U è il risultato dei rimaneggiamenti che Villa Brivio ha subito durante il diciottesimo secolo, quando si presentava come un complesso residenziale isolato, con parco, sorto sull'antica casa da nobile preesistente, appartenente a Giovan Battista Bernareggi. L'entrata monumentale è fiancheggiata dalle basse costruzioni della portineria e conduce ad un cortile interno che ha sullo sfondo un corpo ad L, le cui ali risalgono ad epoche diverse: la più bassa è settecentesca, l'altra ottocentesca. Sul retro della parte ottocentesca si trova il parco con una torretta belvedere, che si eleva di poco sopra il tetto della costruzione. Le coperture sono a padiglione e l'edificio presenta come motivi ornamentali esterni cornici marcapiano, zoccolatura, riquadrature e decorazioni sottogronda.

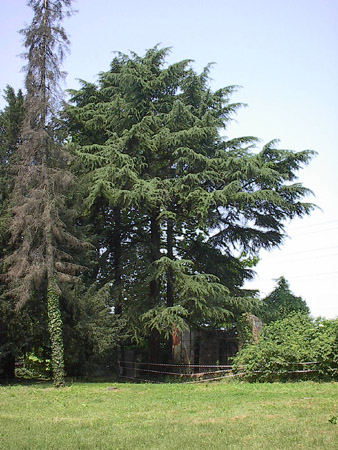
Parco di Villa Brivio

A Villa Brivio è annesso il parco omonimo, che è una delle aree di verde pubblico della città.